# The Power of Two
"The Power of Two" er et afsnit i tv-serien Heksene fra Warren Manor.

## Handling
Phoebe ser spøgelset af seriemorderen Jackson Ward, der er sluppet løs den gamle fængselsø Alcatraz. Phoebe overværer, at han dræber en mand, og finder ud af, at han vil dræbe alle dem, der havde været med til, at han blev fængslet og døde. Phoebe og Prue må finde ud af, hvordan de kan udslette ham, så han ikke dræber flere uskyldige mennesker. De må klare sig uden den tredje søster, Piper, som er på arbejdsrejse.

## Gæstestjerner
- Brenda Bakke som Soul Collector
- Carlos Gómez som Rodriguez
- Jeff Kober som Jackson Ward
- Sean Hennigan som Guide
- Christine Rose som Claire